# Ꙉ
Le dierv ou djerv, aussi appelé tierv ou tjerv (capitale : Ꙉ, minuscule : ꙉ), est une lettre serbe additionnelle de l’écriture cyrillique utilisée du Xe au XVIIIe siècle en serbe. Bien que similaire elle n’est pas à confondre avec le tié ‹ Ћ ћ › ni avec le djé ‹ Ђ ђ ›.

## Utilisation

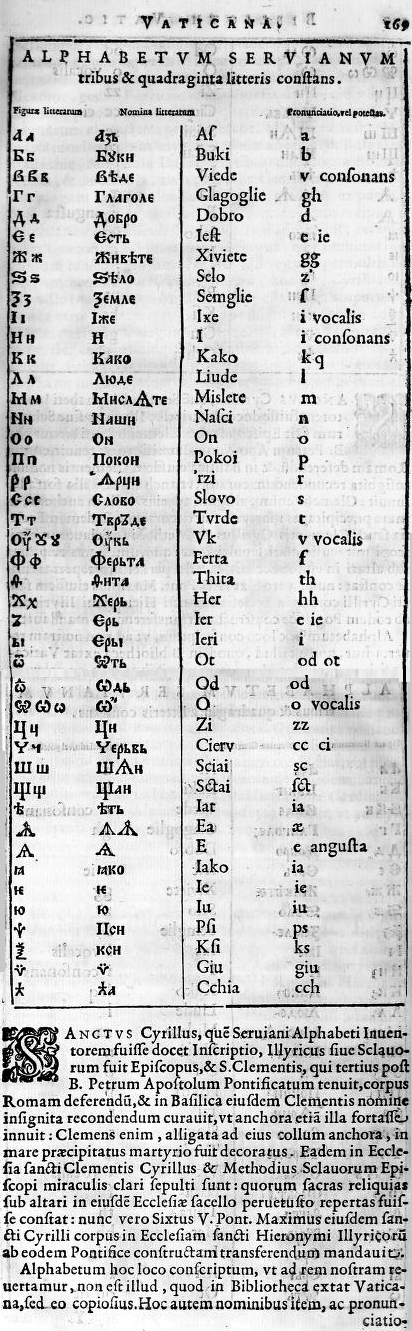
Alphabet cyrillique serbe utilisant la lettre dierv ꙉ. Biblioteca Apostolica Vaticana, XIVe siècle.

Dans l’alphabet serbe du Moyen Âge, le dierv ‹ Ꙉ › est utilisé pour représenter la consonne affriquée post-alvéolaire voisée /d͡ʑ/, mais aussi dans les digrammes ‹ ꙈЛ › et ‹ ꙈН › pour représenter respectivement la consonne spirante latérale palatale voisée /ʎ/ et la consonne nasale palatale /ɲ/.

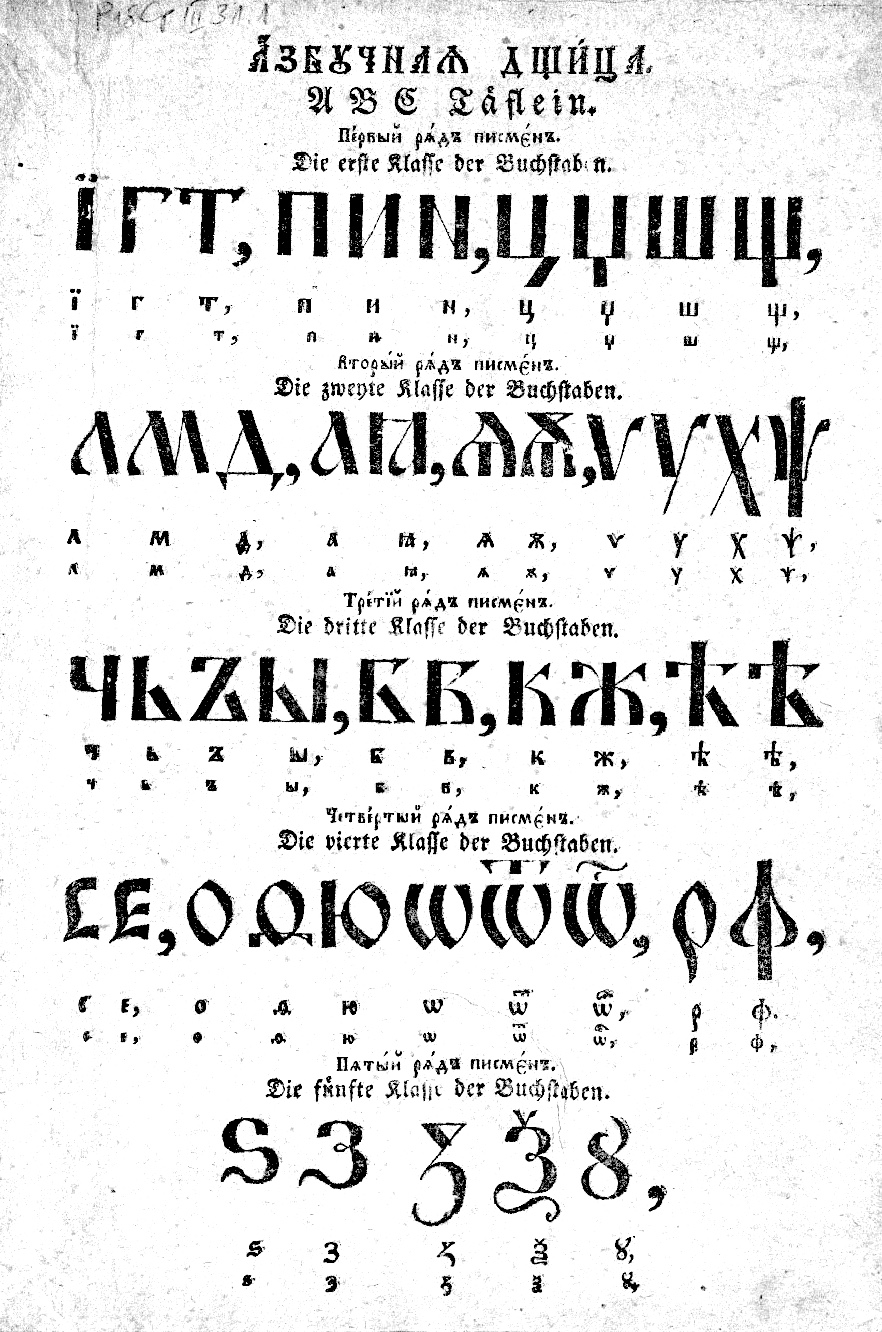
Alphabet serbe de Teodor Janković Mirijevski publié en 1776, avec Ꙉ entre Ж et Ѣ.

Le djerv est remplacé par ou est utilisé avec la forme moderne de la lettre tié ‹ Ћ ћ › au xviiie siècle et xixe siècle, par des auteurs comme Zaharije Orfelin (en),, ou Dositej Obradović, par exemple dans ЖивотЬ и приключенія Димитріа Обрадовича publié à Leipzig en 1783 ou Сербіе плачрвно пакипорабощеніе лѣта 1813 publié en 1815.

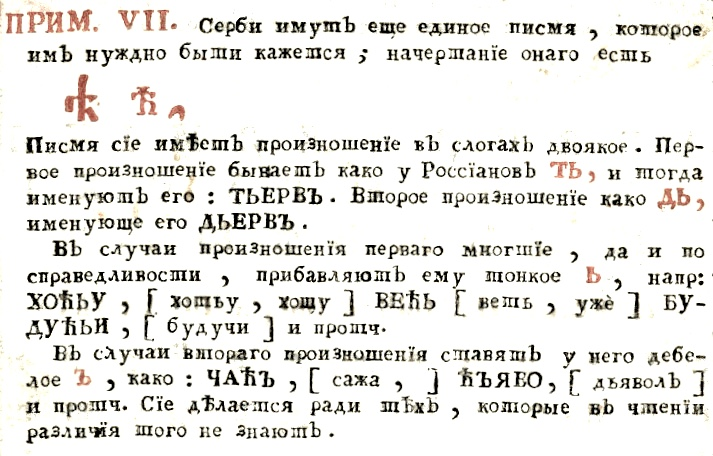
Note sur la lettre tjerv-djerv (Ꙉ) de Zaharije Orfelin en 1767.

Dans Српска граматика састављена за црногорску младеж, une grammaire du serbe publiée en 1838, Dimitrije Milaković (en) utilise deux formes du djerv, la forme avec deux traits inférieurs obliques et la forme avec une hampe vertical et un trait oblique droit, pour les lettres le djé ‹ Ђ ђ › et tié ‹ Ћ ћ › dans le style semi-onciale cyrillique.

## Représentations informatiques
Le dierv peut être représenté avec les caractères Unicode suivants :
| formes    | représentations | chaînes de caractères | points de code | descriptions                      |
| --------- | --------------- | --------------------- | -------------- | --------------------------------- |
| capitale  | Ꙉ               | Ꙉ                     | U+A648         | lettre majuscule cyrillique dierv |
| minuscule | ꙉ               | ꙉ                     | U+A649         | lettre minuscule cyrillique dierv |